# Nebulosa Cono
NGC 2264 indica un brillante ammasso aperto circondato da un grande sistema di nebulosità diffuse (la Nebulosa Cono), all'interno della costellazione dell'Unicorno.
In effetti, la prima caratteristica che colpisce esplorando quest'area di cielo con un binocolo è proprio un gruppo di circa venti stelline di colore blu, dominato dalla stella S Monocerotis, di magnitudine compresa fra la quinta e la nona, disposte a triangolo, con il vertice puntato verso sud, caratteristica che nell'emisfero australe (dove la cima appare rivolta verso l'alto) lo rende simile ad un Albero di Natale (quest'ultimo è il nome proprio dell'ammasso).
Nel vertice meridionale dell'ammasso, se si osserva con un telescopio newtoniano con l'ausilio di un filtro, diventa evidente una nebulosa, nel cui bordo è presente una toppa scura a forma di cono con la punta rivolta verso il vertice dell'albero di Natale; questa struttura ha reso famosa la nube con il nome proprio di Nebulosa Cono.
A nord-ovest dell'ammasso si estende inoltre una vasta nebulosità più debole, ben visibile nelle foto a lunga esposizione.